# Eunidia nigeriae
Eunidia nigeriae är en skalbaggsart som beskrevs av Stefan von Breuning 1950. Eunidia nigeriae ingår i släktet Eunidia och familjen långhorningar.
Artens utbredningsområde är:
- Ghana.
- Nigeria.

Inga underarter finns listade i Catalogue of Life.